# BLUE ANGEL
BLUE ANGEL（ブルー・エンジェル）は、日本のロカビリーバンド。

## メンバー
| メンバー名 | 愛称   | 担当楽器     |
| ---------- | ------ | ------------ |
| 浦江アキコ | URI-VO | ヴォーカル   |
| 金光浩道   | KON-G  | ギター       |
| 榎本則彦   | Enchan | ウッドベース |
| 佐々木研   | KEN    | ドラム       |

### 過去のメンバー
- 並木清次：ウッドベース

## 概要
1985年に渋谷のロカビリーショップ・ピンクドラゴンの店員を中心にロカビリーバンドANGELを結成。メンバーチェンジの後、1988年6月にシングル「VIRGIN LOVE」でBLUE ANGELとして再デビュー。同曲はスズキ・アルトビームのCM曲に採用された。紅一点のヴォーカル浦江アキコを中心に個性あるサウンドを展開。浦江の映画出演や東南アジアでのライブツアーを成功させ、アルバム「media-holic」のロンドンでのレコーディングではレゲエ・フィルハーモニック・オーケストラとも共演を果たす。当時は所属レコード会社の意向もあってロカビリー色を薄めての活動となり、プロデュースは屋敷豪太が行っていた。
1992年発売のアルバム「ROCK' A BILLY」より 魚海洋司を音楽プロデューサーに迎え本格的なロカビリーに原点回帰。日本テレビ「天才・たけしの元気が出るテレビ!!」のロカビリー特集でのテレビ出演で知名度を上げる。1993年、日本テレビ「マジカル頭脳パワー!!」のエンディングテーマとなったシングル「君にTRY AGAIN」がスマッシュヒット。同曲収録のアルバム「EDEN」もオリコン最高8位を記録。同年7月4日、ライブツアー最終日の新宿東京厚生年金会館では超満員の2000人のファンを動員し日本のネオロカビリー界を牽引した。
その他、浦江はTBS系のドラマ「ホームワーク」に主要キャストとして出演し、唐沢寿明や福山雅治とも共演。またフジテレビ系バラエティ番組「うれしたのし大好き」では3代目サブMCとしてメインMCの陣内孝則らと共演。2003年より2006年まで「CLACK-NASH」のヴォーカルYASSと共にFM世田谷のラジオ番組「ZERO BUNCHI TRAIN」のレギュラーパーソナリティを務めた。
ベースの並木清次脱退後、1995年より元「SANDRA DEE」の榎本則彦が加入。さらに2005年よりギターの金光浩道の不在時にはサポートとして「SEKILA」のヴォーカルAMLOWがギターを務めている。2013年には日本テレビ系ドラマ「斉藤さん2」の主題歌として浦江がソロ名義でシングル「季節の風に」を発売。　

## 作品

### シングル
- VIRGIN LOVE（1988年6月22日）
- JET BOY（1988年10月21日）
- DANCING IN THE SHOWER（1989年6月21日）
- 5cmのREVOLUTION(pain tail remix)（1989年10月8日）
- HAPPY BIRTHDAY（1992年9月21日）
- 君にTRY AGAIN（1993年2月24日）
- 手紙（1993年8月30日）
- KISS! KISS!! Fall in Love（1993年11月17日）

### アルバム
- angel eyes（1988年9月11日）
- media-holic（1989年7月21日）
- ROCK' A BILLY（1992年2月21日）
- EDEN（1993年3月24日）
- BLUE ANGEL（1993年12月15日）
- GOING RIGHT（1998年4月22日）
- F☆CKIN' COOL（1999年6月23日）
- BURN（2001年12月23日）
- HAPPY GO LUCKY（2002年11月21日）
- BULL'S EYE（2003年12月6日）
- ゴールデン☆ベスト（2005年1月26日）
- Slap Beat One-We Love Rockabilly-（2009年3月11日）※他のロカビリーバンドとのオムニバスアルバム

### DVD
- Keep on Rockin'-We Love Rockabilly-(LIve DVD)（2009年2月11日）

## タイアップ一覧
| 使用年 | 曲名                      | タイアップ                                                            |
| ------ | ------------------------- | --------------------------------------------------------------------- |
| 1988年 | VIRGIN LOVE               | スズキ「アルト ビーム」CMソング                                       |
| 1993年 | 君にTRY AGAIN             | 日本テレビ系『マジカル頭脳パワー!!』エンディングテーマ                |
| 1993年 | 手紙                      | テレビ朝日系『セイシュンの食卓』エンディングテーマ                    |
| 1993年 | KISS! KISS!! Fall in Love | 毎日放送・TBS系『たけし・所のドラキュラが狙ってる』エンディングテーマ |